# Lyssomanes consimilis
Lyssomanes consimilis là một loài nhện trong họ Salticidae.
Loài này thuộc chi Lyssomanes. Lyssomanes consimilis được Richard C. Banks miêu tả năm 1929.